# Liste der Einträge im National Register of Historic Places im Carson County
Die Liste der Registered Historic Places im Carson County führt alle Bauwerke und historischen Stätten im texanischen Carson County auf, die in das National Register of Historic Places aufgenommen wurden.

## Aktuelle Einträge
| Lfd. Nr. | Name im NRHP                                           | Bild | Datum der Eintragung | Adresse/Lage                             | Ort       | NRHP-ID   | Beschreibung |
| -------- | ------------------------------------------------------ | ---- | -------------------- | ---------------------------------------- | --------- | --------- | ------------ |
| 1        | Atchison, Topeka and Santa Fe Railway Depot, Panhandle |      | 25. Apr. 2003        | One Main St.                             | Panhandle | 03000326  |              |
| 2        | Carson County Square House Museum                      |      | 7. März 1973         | 5th and Elsie Sts.                       | Panhandle | 73001961  |              |
| 2        | Panhandle Inn                                          |      | 28. Feb. 2017        | 301 Main Street                          | Panhandle | 100000693 |              |
| 3        | Route 66, TX 207 to I-40                               |      | 3. Apr. 2007         | Texas Farm Rd. 2161, from I-40 to TX 207 | Conway    | 06000924  |              |